# Guerou (departement)
Guerou är ett departement i Mauretanien.   Det ligger i regionen Assaba, i den södra delen av landet, 400 km öster om huvudstaden Nouakchott.